# 34996 Mitokoumon
Mitokoumon (asteroide 34996) é um asteroide da cintura principal. Possui uma excentricidade de 0.16337230 e uma inclinação de 11.45805º.
Este asteroide foi descoberto no dia 18 de fevereiro de 1977 por Hiroki Kosai e Kiichiro Hurukawa em Kiso.